# Дертська сільська рада
Дертська сільська рада — колишня адміністративно-територіальна одиниця та орган місцевого самоврядування в Дзержинському районі Житомирської області Української РСР з адміністративним центром у селі Дертка.

## Населені пункти
Сільській раді на час ліквідації були підпорядковані населені пункти:
- с. Дертка

## Історія та адміністративний устрій
Створена 1941 року в с. Дертка Кам'янської сільської ради Дзержинського району Житомирської області. У 1941—44 роках — сільська управа.
Станом на 1 вересня 1946 року сільська рада входила до складу Дзержинського району Житомирської області, на обліку в раді перебувало с. Дертка.
Ліквідована 11 серпня 1954 року, відповідно до указу Президії Верховної ради УРСР «Про укрупнення сільських рад по Житомирській області», територію та с. Дертка приєднано до складу Кам'янської сільської ради Дзержинського району Житомирської області.